# Carrawburgh
Carrawburgh je vesnice v anglickém hrabství Northumberland. V římských časech se tam na ploše půl druhého hektaru rozkládala pomocná pevnost při Hadriánově valu nazývaná Brocolitia, Procolita nebo Brocolita. Tento název je pravděpodobně založen na keltském pojmenování tohoto místa a jedním z možných překladů je „jezevčí nora“.
U pevnosti vznikla civilní osada (vicus), která byla opuštěna ke konci 4. století po nájezdech ze severu.

## Popis římské pevnosti

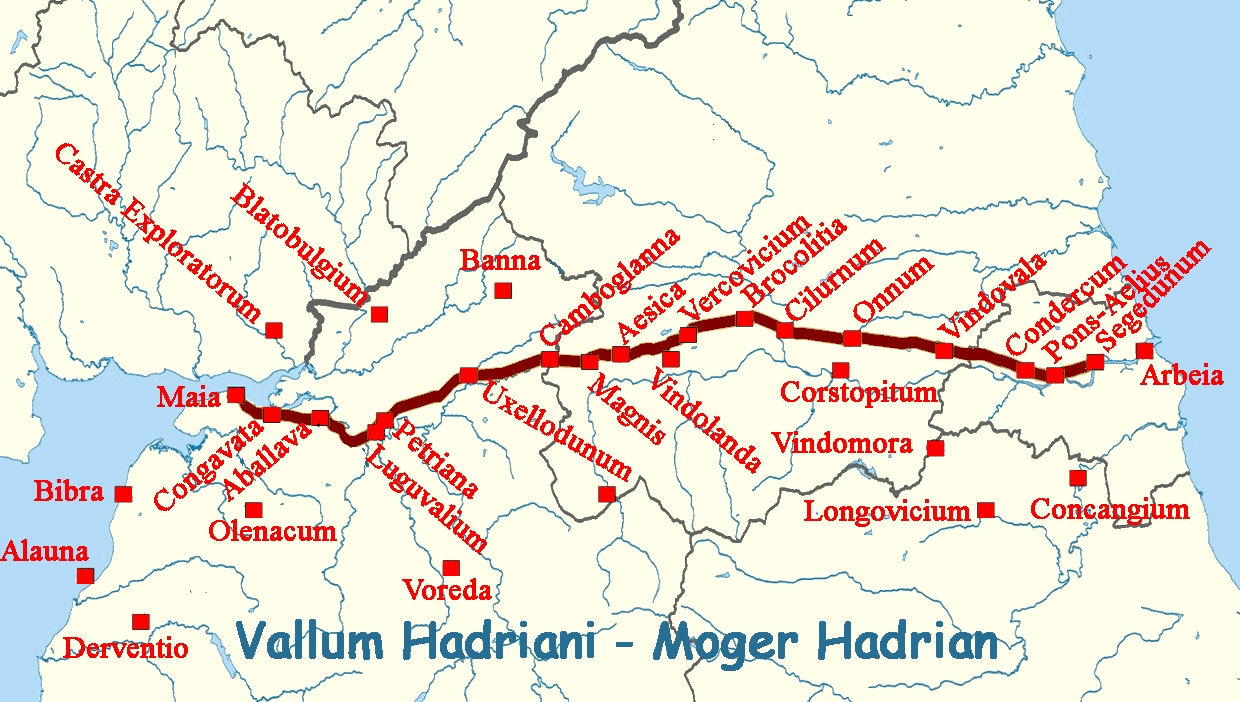
Brocolitia mezi pevnostmi Hadriánova valu

Pevnost ležela zhruba půl druhého kilometru od nejsevernějšího bodu Hadriánova valu (Limestone Corner) a jen o něco dále na západ od nejbližšího mílového hradu, jímž je Milecastle 30. Pevnost jako svou severní hradbu buď použila val (v tomto místě úzký na široké základně), nebo byla postavena paralelně s ním, ale o něco dál. Určitě vznikla později než val, uvádí se rok 134.
Pevnost jako svou severní hradbu buď použila val (v tomto místě úzký na široké základně) nebo byla postavena rovnoběžně s ním, ale o něco dál.
Na západ od pevnosti byly lázně; jde o menší verzi lázní, které lze vidět v Chesters.

## Její posádky
Římské nápisy Británie (RIB) uvádějí 48 nápisů z této lokality. Z nich vyplývá, že se tam vystřídala celá řada posádek, mimo jiné první kohorta Batavů. První kohorta Frisiavonů je také v této pevnosti doložena, a to díky nápisu na oltářním kameni, podle něhož optio Maus splnil slib bohyni Coventině. (O této jednotce existuje také záznam v pevnosti Ardotalia.) Zda splněním slibu bylo vybudování tohoto oltáře, není známo.

## Římské svatyně

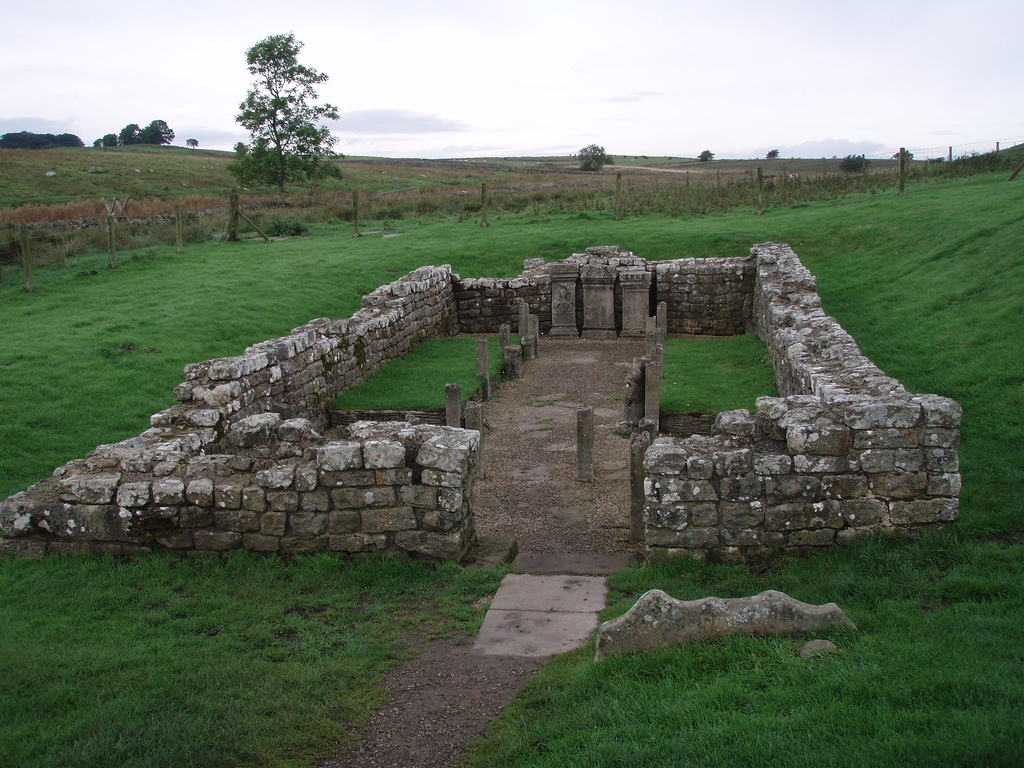
Pozůstatky mithraea u pevnosti Brocolitia

Zbytky tří římských svatyní byly objeveny v nízko položeném bažinatém terénu za jihozápadním okrajem pevnosti. Všechny tři lokality leží v těsné blízkosti malého toku, který se asi pět kilometrů od Carrawburghu vlévá řeky South Tyne poblíž vesnice Newbrough u starověké římské silnice Stanegate.

### Mithraeum
Nejblíže k pevnosti, asi 80 metrů od jihozápadního rohu, jsou pozůstatky mithraea z počátku 3. století, tj. chrámu kultu římského boha Mithry. Objevili ho v roce 1949 a vykopali ho I. A. Richmond a J. P. Gillam v roce 1950.:s.282 Jde o druhé nejsevernější dosud objevené mithraeum – pouze Bremenium (High Rochester), více než šestnáct kilometrů od pevnosti Brocolitia, leží dále na sever.
Zdejší mithraeum je také jedinou svatyní mimo Rýnské provincie, kde byla nalezena socha bohyně Vagdavercustis. Jako většina jiných chrámů slunečního boha Mithry byl chrám postaven tak, aby se podobal jeskyni, v níž Mithra podle legendy zabíjí kosmického býka; prostor je malý a temný, aby vyvolával náležitou atmosféru. Jiný zdroj uvádí, že vojáci mithraeum postavili pravděpodobně kolem roku 200.
Chrám byl úmyslně znesvěcen odstraněním tauroktonické scény, jejíž část byla nalezena. Až na zřícenou střechu byl chrám vykopán téměř v tom stavu, v jakém ho Římané opustili. Základy lze vidět. Chrám byl definitivně zničen kolem roku 330, pravděpodobně rukou křesťanů, pro které představoval hrozbu.
Zrekonstruovaná podoba svatyně je vystavena v muzeu Great North Museum ve městě Newcastle upon Tyne.

### Nymphaeum
Přímo před vchodem do mithraea byly nalezeny zbytky apsidy, studna a oltář. "Nymphaeum" bylo nalezeno v roce 1957 a vykopávky probíhaly v roce 1960. Byl to nejméně používaný chrám v Carrawburghu. Pravděpodobně nešlo o tradiční budovu, spíše o svatyni pod širým nebem. Oltář, který věnoval M. Hispanius Modestinus okolo roku 213, nesl identický nápis na dvou stranách a stál na podstavci, což svědčí o tom, že stál venku, v otevřeném prostoru, a lidé ho měli obcházet.
Tato svatyně byla pravděpodobně postavena v době, kdy se nepoužíval chrám boha Mithry. Při výstavbě druhého mithraea byly použity materiály ze svatyně nymf a génia loci, ale oltář se zachoval. Ve svatyni se nachází vrstva, ze které lze poznat, že stavba byla zničena kolem 300; zhruba ze stejné doby je obdobná vrstva v chrámu Mithrově.

### Coventinina studna
Třetí stavbou je 'Coventinina studna', kde byla uctívána římsko-britská bohyně Coventina, bohyně vody, studní a pramenů. V této svatyni, kterou objevil John Clayton v roce 1876, je pramen. Studna proslula nálezem mimo jiné více než 13 000 mincí, reliéfů a oltářů. Pochází z doby kolem let 128-133, tedy budování Hadriánova valu. S Coventinou začala být pravděpodobně spojována v době největšího rozkvětu jejího kultu v 2. polovině 2. století a na začátku století třetího; tehdy byli v pevnosti Batavové.